# Castelletto d’Erro
Castelletto d’Erro (piemontiul: Castlèt d'Er) település Olaszországban, Piemont régióban, Alessandria megyében. Lakosainak száma 130 fő (2023. január 1.). Castelletto d’Erro Bistagno, Cartosio, Melazzo, Montechiaro d’Acqui és Ponti községekkel határos.

## Népesség
A település lakossága az elmúlt években az alábbi módon változott:
| Lakosok száma | 158  | 152  | 130  |
|               | 2017 | 2018 | 2023 |